# میگو گارسیا
میگو گارسیا (انگلیسی: Migue García؛ زادهٔ ۱۷ آوریل ۱۹۹۱) بازیکن فوتبال اهل اسپانیا است.
از باشگاه‌هایی که در آن بازی کرده‌است می‌توان به باشگاه فوتبال اوئسکا، باشگاه فوتبال گرانادا، باشگاه فوتبال راسینگ سانتاندر، و باشگاه فوتبال کادیس اشاره کرد.